# لودفيغ فيلهلم (مرغريف بادن-بادن)
لودفيغ فيلهلم مارغريف بادن-بادن (بالألمانية: Ludwig Wilhelm von Baden-Baden؛ 8 أبريل 1655 - 4 يناير 1707)؛ كان مرغريف بادن-بادن في الإمبراطورية الرومانية المقدسة والقائد الأعلى للجيش الإمبراطوري، كان يُعرف أيضًا باسم لويس التركي (Türkenlouis)؛ تيمناً لانتصاراته العديدة ضد القوات العثمانية، وبعد وفاته عام 1707، تولت زوجته سيبيل من ساكس-لاونبورغ منصب الوصاية على ابنه الأكبر الذي خلفه في منصب مرغريف بادن-بادن.

## العائلة
ولد لودفيغ في باريس فهو ابن ولي العهد فرديناند ماكسيميليان أمير بادن-بادن وزوجته الفرنسية لويز السافوية، كان عرابه لويس الرابع عشر ملك فرنسا، يعتبر والده الابن البكر لـ فيلهلم مارغريف بادن-بادن، ولأنه توفي قبله ترك لودفيغ ليخلف في منصب مارغريف بادن-بادن ورئيسًا للفرع الكاثوليكي من أسرة تسرينغن.
في حين والدته تنتسب إلى أسرة سافوي الإيطالية وكما أنها مرتبطة أسرة بوربون ويعتبر أيضا ابن عمة الجنرال الشهير الأمير يوجين من سافوي، الذي سيبدأ مسيرته العسكرية في ظل لودفيغ، حيث كان يوجين أصغر من لودفيغ؛ وكان ولائهم معًا لإمبراطور الروماني المقدس ضد الفرنسيين في عدة حملات، نظرًا لانفصال والديه فقد تم اختطافه عندما كان طفلاً من منزل والدته في باريس التي رفضت مغادرة فرنسا وإعادته إلى ألمانيا، حيث قامت زوجة جده لأبيه بتربيته.

## المهنة العسكرية
خدم لودفيغ فيلهلم أولاً تحت قيادة ريموندو مونتيكوكولي ضد تورين، ثم تحت قيادة دوق لورين، عندما حصار الأتراك فيينا في عام 1683، استطاع التسلل بقواته إلى المدينة، وبواسطة شجاعته الشهمة نجح في أحدث ثغرة لـ جان الثالث سوبيسكي ودوق لورين الذين جاءوا لإنقاذ المدينة، وفي عام 1689 هزم الأتراك في نيش.
أصبح لودفيغ يسمى Türkenlouis أو دراع الإمبراطورية، في حين أطلق عليه الأتراك اسم الملك الأحمر، لأن سترته الحمراء جعلته مرئيًا جدًا في ساحة المعركة، وكان معروفًا بأنه مدافع عن أوروبا ضد الأتراك، كما كان الأمير يوجين بصفته قائدًا عسكريًا في خدمة الإمبراطورية الرومانية المقدسة، في عام 1689 تم تعيينه قائدًا رئيسيًا للجيش الإمبراطوري المتركزة في المجر، حيث حقق انتصارًا مدويًا على العثمانيين في سلنكمان عام 1691، اعتبر لودفيغ أن أوسييك لها موقع ذو أهمية استراتيجية استثنائية في حروبه ضد العثمانيين، وحث على إصلاح أسوار المدينة واقترح بناء حصن جديد يسمى تفردا وفقًا لمبادئ فوبان في الهندسة العسكرية، بعد ذلك بوقت قصير تم إرساله لقيادة جيش الراين في حرب التحالف الكبير.
في عام 1701 قام ببناء خطوط ستولهوفن هو عبارة حفريات الترابية الدفاعية المصممة لحماية شمال بادن من الهجوم الفرنسي، قاد لاحقًا الجيش الإمبراطوري في حرب الخلافة الإسبانية حيث أنهى بنجاح حصار لانداو في سبتمبر 1702، ولكن سرعان ما اضطر إلى الانسحاب عبر نهر الراين وهزمه الفرنسيون تحت قيادة دوق فيلار في فريدلينغن، ومع ذلك في عام 1704 شارك في الحملة الألمانية الناجحة بقيادة دوق مارلبورو والأمير يوجين، لقد ميز نفسه في معركة شلينبرغ وحاصر واحتل إنغولشتات ولانداو، مما أدى إلى إبعاد القوات البافارية عن معركة بلاينايم الحاسمة.

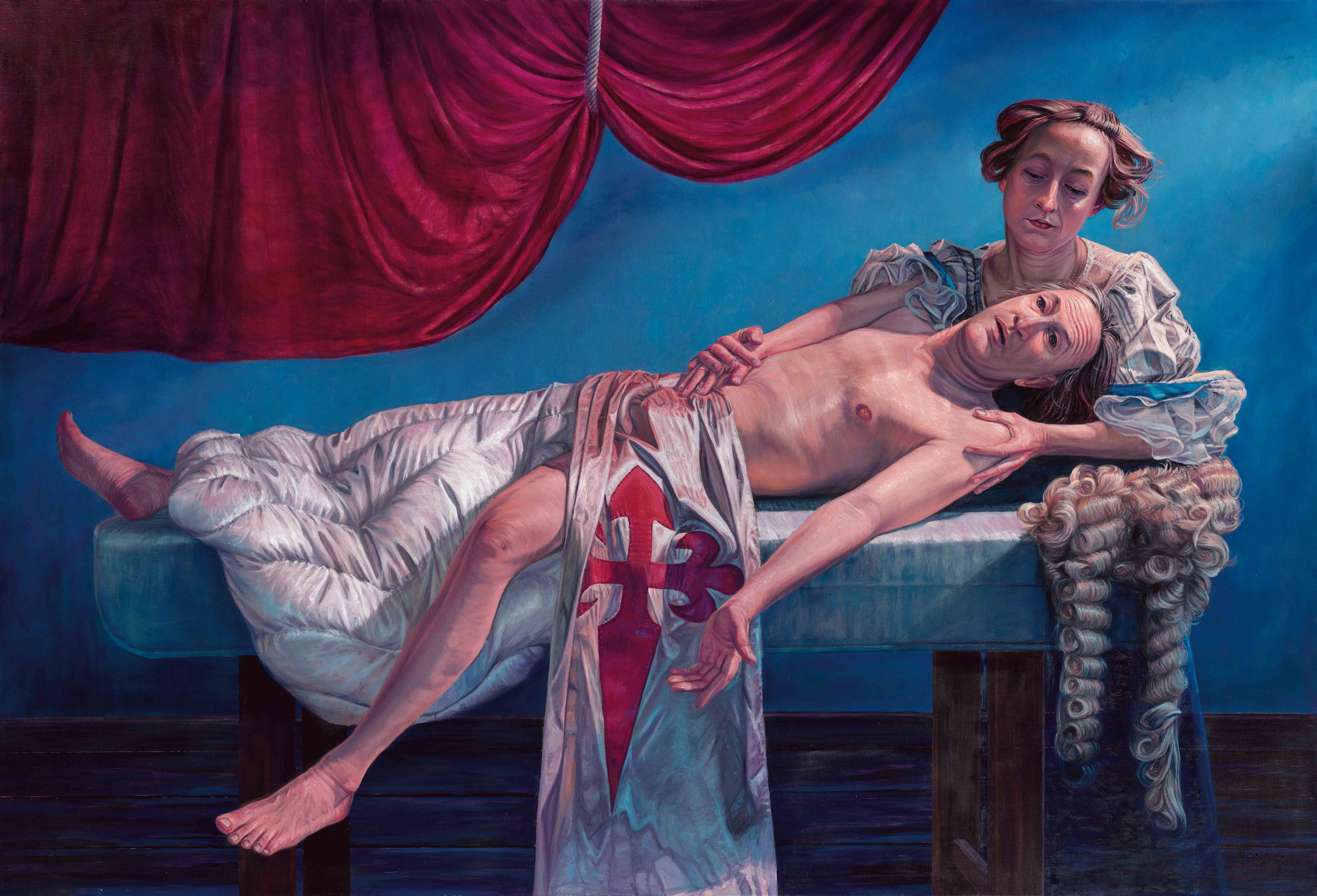
لوحة آريس كالايزيس.

مع معركة شيلينبرغ في يوليو 1704، أصيب لودفيغ فيلهلم بجرح لم يلتئم تمامًا، ولكنه واصل القيادة على طول نهر الراين الأعلى دون علاج الإصابة، وتوفي نتيجة لهذا الجرح في 4 يناير 1707 عن عمر يناهز 51 عامًا في قصر راستات غير المكتمل، خلّد الرسام الألماني اليوناني آريس كالايزيس نهاية حياة القائد في لوحة عُرفت بـ "الساعات الأخيرة للودفيغ فيلهلم"، تولت زوجته الوصاية على ابنهما لودفيغ غيورغ، تولى الأخير رئاسة الحكومة في أكتوبر 1727.

## الذرية
زوجه الإمبراطور من الوريثة سيبيل من ساكس-لاونبورغ التي أنجبت له:-
1. ليوبولد فيلهلم (1694 - 1695)؛ توفي في سن الطفولة؛
2. شارلوته (1696 - 1700)؛ توفيت في سن الطفولة؛
3. كارل يوزف (1697 - 1703)؛ توفي في سن الطفولة.
4. فيلهيلمينه (1700 - 1702)؛ توفيت في سن الطفولة.
5. لويزه (1701 - 1707)؛ توفيت في سن الطفولة.
6. لودفيغ غيورغ سيمبرت (7 يونيو 1702 - 22 أكتوبر 1761)؛ مارغريف بادن-بادن، تزوج مرتين ليس لديه أطفال وصلوا سن البلوغ.
7. فيلهلم غيورغ سيمبرت (1703 – 1709)؛ توفي في سن الطفولة.
8. أوغسته (10 نوفمبر 1704 - 8 أغسطس 1726)؛ تزوجت من لويس دورليان حفيد لويس الرابع عشر، لهما ابن واحداً، ومن نسلهما لويس فيليب الأول ملك الفرنسيين.
9. أوغست غيورغ سيمبرت (14 يناير 1706 - 21 أكتوبر 1771)؛ مارغريف بادن-بادن، تزوج ليس لديه أبناء.